# Ueli Scheidegger
Ueli Scheidegger (* 22. Juli 1938) ist ein ehemaliger Schweizer Skispringer.

## Werdegang
Scheidegger sprang zwischen 1959 und 1964 insgesamt 16 Springen im Rahmen der Vierschanzentournee. Sein Vierschanzen-Debüt gab er am 30. Dezember 1959 beim Auftaktspringen zur Tournee 1959/60 in Oberstdorf. Dabei erreichte er am Ende den 34. Platz. Zwei Jahre später konnte er mit dem 18. Platz am 30. Dezember 1961 in Innsbruck sein bestes Einzelresultat erzielen. In den drei folgenden Jahren sprang er noch mehrmals unter die besten dreissig. Eine vordere Platzierung – auch innerhalb der Tourneegesamtwertung – blieb jedoch aus.
Bei der Nordischen Skiweltmeisterschaft 1962 in Zakopane sprang Scheidegger von der Normalschanze auf Platz 17 und von der Grossschanze auf Rang 22 – zwei Platzierungen im guten Mittelfeld. Zwei Jahre später platzierte er sich bei den Olympischen Winterspielen 1964 in Innsbruck mit Rang 48 auf der Normalschanze und Platz 51 auf der Grossschanze nur im Schlussfeld.